# Скорцень (Молдова)
Скорцень (рум. Scorțeni) — село у Теленештському районі Молдови. Утворює окрему комуну.

## Населення
За даними перепису населення 2004 року у селі проживали 2499 осіб.
Національний склад населення села:
| Національність       | Кількість осіб | Відсоток   |
| -------------------- | -------------- | ---------- |
| молдавани румуни     | 2459 27        | 98,4% 1,1% |
| росіяни              | 7              | 0,3%       |
| українці             | 5              | 0,2%       |
| інша / без відповіді | 1              | < 0,1%     |
| Всього               | 2499           | 100%       |